# Oxycnemis adusta
Oxycnemis adusta är en fjärilsart som beskrevs av Smith 1907. Oxycnemis adusta ingår i släktet Oxycnemis och familjen nattflyn. Inga underarter finns listade i Catalogue of Life.